# Morris West

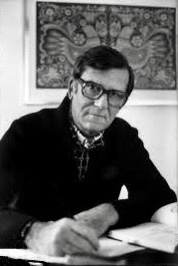
Morris West

Morris Langlo West (Melbourne, 26 april 1916 - Sydney, 9 oktober 1999) was een Australische schrijver, onderscheiden met de James Tait Black Memorial Prize voor zijn roman The Devil's Advocate (De advocaat van de duivel).
Geboren in St Kilda ging hij school op het Christian Brothers' College in East St Kilda. Hij studeerde af aan de Universiteit van Melbourne in 1937, en werkte als leraar in New South Wales en Tasmanië.
Hij bracht 12 jaar door in een klooster van de Christian Brothers, steeds een jaargelofte afleggend, maar vertrok uiteindelijk. Na uit Australië te zijn weggegaan woonde hij in Oostenrijk, Italië, Engeland en de VS, voor hij in 1980 terugkeerde naar Australië.
Zijn werk draait meestal om internationale politiek, gezien door de ogen van een hoofdpersoon, waarbij ook de rooms-katholieke kerk veelal een belangrijke rol speelt. Een van zijn bekendste werken, The Shoes of the Fisherman, gaat over de verkiezing van een Slavische paus, 15 jaar voordat Karol Wojtyla tot paus Johannes Paulus II werd gekozen.

### Fictie
- Moon in My Pocket (1945) (onder pseudoniem "Julian Morris")
- Gallows on the Sand (1956)
- Kundu (1956)
- The Big Story (1957)
- The Second Victory (1958)
- McCreary Moves In (1958, onder pseudoniem "Michael East")
- Backlash (1958)
- The Devil’s Advocate (1959)
- The Naked Country (1960, onder pseudoniem "Michael East")
- Daughter of Silence (1961)
- The Shoes of the Fisherman (1963)
- The Ambassador (1965)
- The Tower of Babel (1968)
- Sutnis (1969)
- Summer of the Red Wolf (1971)
- The Salamander (1973)
- Harlequin (1974)
- The Navigator (1976)
- Proteus (1979)
- The Clowns of God (1981)
- The World is Made of Glass (1983)
- Cassidy (1986)
- Masterclass (1988)
- Lazarus (1990)
- The Ringmaster (1991)
- The Lovers (1993)
- Vanishing Point (1996)
- Eminence (1998), ISBN 0-7322-6704-8
- The Last Confession (2000, postuum), ISBN 0-7322-6595-9

### Toneelwerk
- The Mask of Marius Melville (1945)
- The Prince of Peace
- Trumpets in the Dawn
- Genesis in Juddsville
- The Illusionists (1955)
- The Devil’s Advocate (1961)
- Daughter of Silence (1962)
- The Heretic (1969)
- The World is Made of Glass (1982)

### Non-fictie
- Children of the Sun (1957)
- West, Morris (1996). A View from the Ridge: The Testimony of a Twentieth-century Pilgrim. HarperCollins, Sydney. ISBN 0-7322-5757-3.
- West, Morris (1997). Images & Inscriptions, selected and arranged by Beryl Barraclough. HarperCollins, Sydney. ISBN 0-7322-5827-8.

### Verfilmd
- The Shoes of the Fisherman (1968)
- The Devil's Advocate (1978)
- The Naked Country (1984)
- The Second Victory (1986)
- Cassidy (1989)

## Biografie
- Confoy, Maryanne (2005). Morris West: Literary Maverick. John Wiley, Milton, Queensland. ISBN 1-74031-119-1.

- Australian Dictionary of Biography: west-morris-langlo-32738
- Bibsys: 90106089
- Biblioteca Nacional de España: XX974169
- Bibliothèque nationale de France: cb119290891 (data)
- Catàleg d'autoritats de noms i títols de Catalunya: 981058514456406706
- CiNii: DA05023127
- Gemeinsame Normdatei: 119504952
- International Standard Name Identifier: 0000 0001 0815 3026
- Library of Congress Control Number: n79058870
- Nationale Bibliotheek van Letland: 000100311
- Bibliotheek van het Japanse parlement: 00460647
- Nationale Bibliotheek van Tsjechië: jn19990009083
- Nationale bibliotheek van Australië: 35256257
- Nationale Bibliotheek van Israël: 987007269729505171
- Nationale en Universitaire bibliotheek Zagreb: 000054766
- Nederlandse Thesaurus van Auteursnamen: 068935889
- Istituto Centrale per il Catalogo Unico: CFIV018829
- SNAC: w6ck0k5c
- Système universitaire de documentation: 027195619
- Trove: 492716
- Virtual International Authority File: 31590256
- WorldCat: E39PBJxxdpVYRdXM4jvfkFB9Dq